# Правда (герб)
Правда (пол. Prawda) — польский дворянский герб.

## Описание
В щите, пересечённом на золото и лазурь в золотом поле — пол чёрного льва с факелом в правой лапе; в лазури — золотой крест с сиянием.
Щит увенчан дворянскими шлемом и короной. Нашлемник: пол чёрного льва с факелом. Намёт на щите чёрный, подложенный золотом.

## Герб используют
Эдуард Глясс, г. Правда, жалован дипломом на потомственное дворянское достоинство Царства Польского